# 常安寺 (鳥羽市)

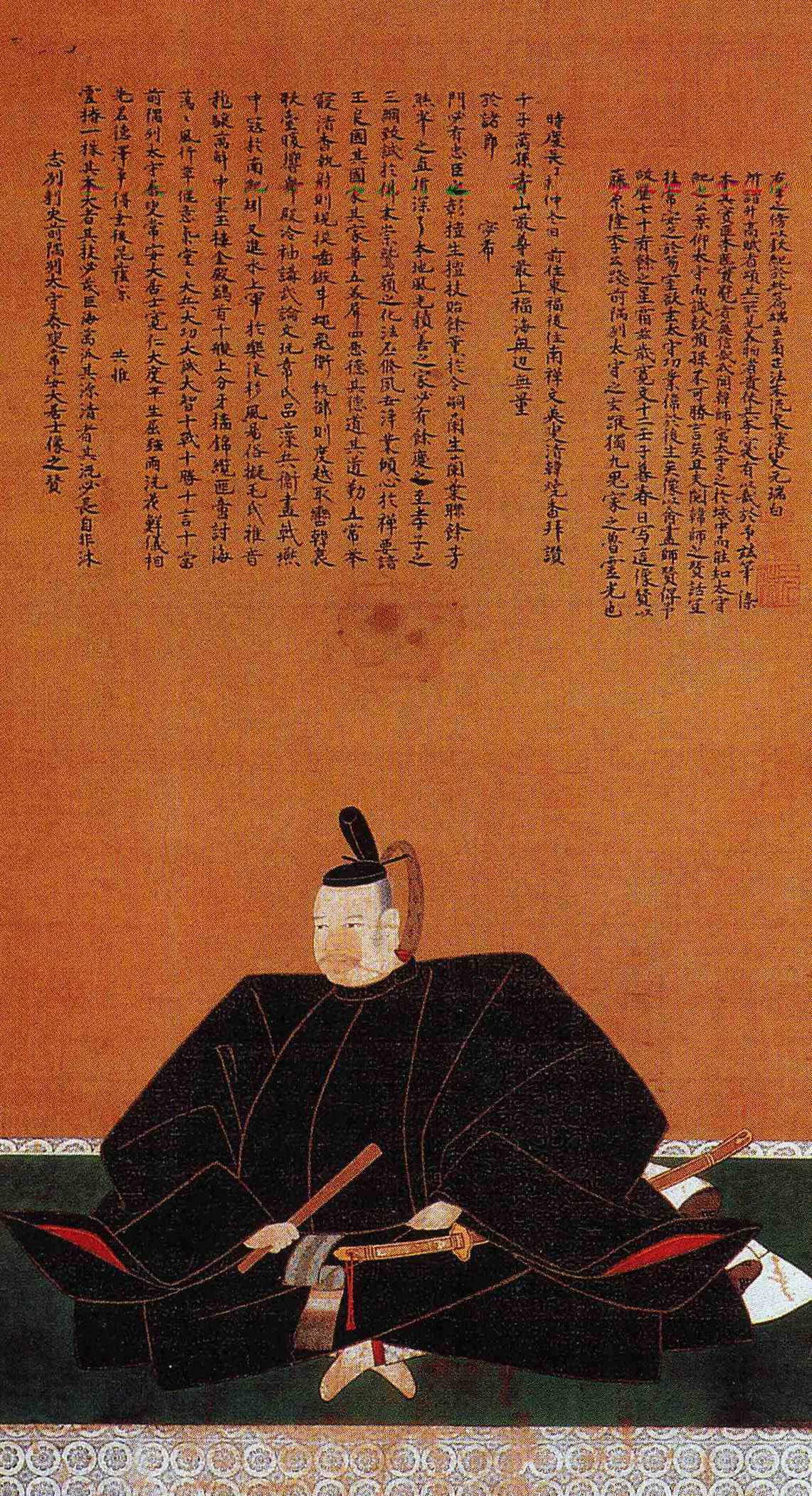
九鬼嘉隆の肖像

常安寺（じょうあんじ）は、三重県鳥羽市にある、曹洞宗永平寺派の仏教寺院。山号は玉龍山。
鳥羽藩初期の藩主・九鬼家の菩提寺である。鳥羽志摩には曹洞宗の寺院が多いが、九鬼守隆がこの寺の伽藍を整備したことと、鳥羽藩後期の藩主・稲垣家が曹洞宗の金胎寺を菩提寺としたことが影響している。

## 概要
鳥羽三山の1つ樋ノ山の北麓に位置する。水軍を率いた九鬼嘉隆の子である九鬼守隆が父・嘉隆を開基に立て、父の帰依が深かった玉龍山大福寺を一大伽藍とした寺院である。
本尊は釈迦如来坐像（像高94cm）。曹洞宗66寺の僧禄寺、志摩国の仏教諸宗の触頭であった。

### 境内外
本堂を中心に、薬師堂・准提堂・庚申堂・十王堂・地蔵堂などの堂と山門、鐘楼がある。九鬼家の墓所は、山門から本堂の方向を見た時、左手にある山裾を進むとある。境外には、鎮守として豊川吒枳尼尊天堂がある。屋根瓦などには九鬼家の家紋である九曜星が入っている。

## 歴史
創建年代は不詳であるが、本尊の釈迦如来坐像は室町時代の作である。常安寺を名乗る前は玉龍山大福寺と称し、真言宗の寺であった。文禄の役（文禄元年 - 文禄2年〔1592年 - 1593年〕）の折に九鬼嘉隆の香花院となる。九鬼嘉隆は曹洞宗への信仰が篤く、三河国宝飯郡（現在の愛知県豊川市）の豊川妙厳寺から天堂伊尭（てんどう いぎょう）禅師を招き、大福寺を
曹洞宗に改めた。慶長5年（1600年）、豊川妙厳寺七世悳善達和尚の法嗣・貫室禅道和尚を大福寺に招聘（しょうへい）し、同寺の末寺となった。同年、九鬼守隆は両親の菩提を弔うため、大福寺の改築を開始した。当時の本堂は現在の薬師堂だったとされる。
慶長12年2月（グレゴリオ暦：1607年2月～3月）に七堂を持つ伽藍が落成、入仏式に際して玉龍山大福寺を東照山常安寺に改めた。九鬼守隆は寺領100石と境内外の灯籠の油料20石を寺に寄進した。こうして九鬼氏から保護を受け大きくなった常安寺であったが、寛永9年（1632年）に守隆が逝去し、翌・寛永10年（1633年）に家督争いが原因で九鬼氏が国替えとなると、寺領と油料は失われた。しかしその後も九鬼氏の崇信は続き、丹波国綾部藩に転封となった九鬼隆季は、遺言により常安寺で葬儀を執り行った。また、摂津国三田藩に移封となった九鬼久隆
は以前から移封先にあった梅林寺を心月院に改名し、常安寺から覚雄是的和尚を招き、心月院を宗廟とした。
万治から元禄（1658年 - 1703年）にかけての間に山号が東照山から玉龍山に自然に戻る。文政9年（1812年）に本堂を改築。嘉永7年11月4日（1854年12月23日）に発生した安政東海地震では、内陸にある常安寺まで津波が押し寄せたという記録がある。慶応2年（1866年）には、稲垣氏3代の墓所が九鬼氏の廟所の隣に設けられた。稲垣氏は歴代の墓を群馬県伊勢崎市にある天増寺に置いているが、幕末の激動期にあって同寺に移すことができず、鳥羽市にある菩提寺の金胎寺の境内が狭かったため、常安寺に墓を置くこと
となった。
明治時代には西南戦争勃発を受け、鳥羽港に寄港した明治天皇が常安寺の奥書院に宿泊した。1950年（昭和25年）4月23日から5月7日にかけて開催された「パールカーニバル 鳥羽みなとまつり」では、昭和天皇の採集された標本の展示を常安寺で行った。

## 文化財
寺宝として、九鬼嘉隆が自害した際に用いたとされる短刀がある。以下の5点が鳥羽市の文化財に指定されている。
|   | 文化財名称               | 文化財種別           | 時代         | 解説                                                     |
| - | ------------------------ | -------------------- | ------------ | -------------------------------------------------------- |
| 1 | 常安寺の涅槃図           | 有形文化財（絵画）   | 安土桃山時代 | 文禄の役で九鬼嘉隆が李氏朝鮮から持ち帰ったものとされる。 |
| 2 | 常安寺薬師堂の鰐口       | 有形文化財（工芸品） | 江戸時代     | 九鬼守隆の寄進。伊勢・志摩両国の境界を示す史料の1つ。    |
| 3 | 常安寺境内の石燈籠       | 有形文化財（工芸品） | 江戸時代     | 九鬼守隆の寄進。灯籠の高さは2.8m、幅は1m。               |
| 4 | 稲垣氏歴代の墓碑及び霊廟 | 史跡                 | 江戸時代     | 霊廟は鳥羽市の金胎寺にある。幕末の稲垣氏の墓所。         |
| 5 | 九鬼家の廟所             | 史跡                 | 江戸時代     | 散在する墓を供養墓として1ヶ所に集めたもの。              |

## 交通
- JR参宮線、近鉄鳥羽線・志摩線の鳥羽駅から徒歩で約15分。
- 伊勢二見鳥羽ライン鳥羽出口から自動車で約8分。
  - 駐車場はあるが、3台のみ（無料）[15]。

## 主な末寺
| 山号   | 寺号   | 所在地             |
| ------ | ------ | ------------------ |
| 玉壷山 | 桃源寺 | 鳥羽市桃取町       |
| 巌峯山 | 池渓寺 | 志摩市磯部町恵利原 |
|        | 玉泉庵 | 志摩市磯部町迫間   |
| 慈眼山 | 福寿寺 | 志摩市磯部町五知   |
| 玉樟山 | 隣江寺 | 志摩市磯部町坂崎   |
| 大日山 | 栖雲寺 | 志摩市磯部町三ヶ所 |
| 東照山 | 見宗寺 | 志摩市阿児町甲賀   |
| 福寿山 | 妙音寺 | 志摩市阿児町甲賀   |
| 龕流山 | 福満寺 | 志摩市阿児町甲賀   |
| 玉光山 | 徳林寺 | 志摩市浜島町南張   |
| 無量山 | 江月庵 | 志摩市浜島町桧山路 |
| 仏寿山 | 来迎寺 | 志摩市志摩町片田   |
| 玉峰山 | 金剛院 | 志摩市志摩町片田   |
| 慈眼山 | 如意庵 | 志摩市志摩町片田   |